# 트차카
트차카(T'Chaka)는 마블 코믹스의 등장인물로, 블랙 팬서 트찰라와 슈리의 아버지이자 와칸다 국의 선대 국왕이다. 1966년 7월 《판타스틱 포》 53호에 처음 등장했고, 스탠 리와 잭 커비가 공동 창작하였다.

## 담당 배우

### 영화
- 캡틴 아메리카: 시빌 워(2016) - 존 카니
  - 블랙 팬서(2018) - 존 카니

## 담당 성우

### TV 애니메이션
- 판타스틱 포(1994) - 보 위버
- 블랙 팬서(2010) - 조너선 애덤스
- 어벤저스: 지구 최강의 영웅들(2011) - 하킴 케이캐짐